# Vindija

Vindija je hrvatska prehrambena tvrtka sa sjedištem u Varaždinu. Vindija je osnovana 1959., kada je zapošljavala samo 20-ak osoba i proizvodila jedino svježe mlijeko za potrebe grada Varaždina. Poslovni sustav Vindija među najvećim je hrvatskim prehrambenim industrijama, u grupi Vindija je 13 tvrtki, ima više od 4.000 radnika, a ukupni je prihod grupe 2012. godine iznosio 3 milijarde kuna.

## Povijest
Mlijeko se pakiralo u staklene boce, koje su se u čvrstim žičanim sanducima rano ujutro razvozile po gradu. Tako je bilo sve do 1970., kada se svježe mlijeko počelo pakirati u plastične vrećice, a nakon toga je došao tetrapak.
Vindija, nekoć mala gradska mljekara, zahvaljujući kontinuiranom i predanom radu, razvoju vođenom inovativnom politikom i politikom kvalitete, prerasla je u Poslovni sustav Vindija koji danas proizvodi gotovo tisuću proizvoda u više robnih marki i grupa proizvoda objedinjenih pod jedinstvenim znakom “Kvaliteta Vindija”.
Kao rezultat želja i zahtjeva milijunskog broja svakodnevno sve informiranijih potrošača jesu “brandovi kojima se vjeruje” - Z bregov, Cekin, Vindon.
Izvoz Vindije prelazi 12 posto ukupne prodaje, a 2008. godinu zaključili su s prihodom većim od tri milijarde kuna. U prvih šest mjeseci 2008. godine zabilježen je prihod od 1,8 milijardi kuna, što je za 16 posto više u odnosu na prvih šest mjeseci prošle godine. U 2007. godini Vindija je zabilježila prihod od 2,65 milijardi kuna, što je u odnosu na 2006. povećanje od 13 posto. S takvim financijskim pokazateljima Vindija je u 2007. godini druga najveća prehrambena tvrtka u Hrvatskoj iza Podravke.
Asortimanom od gotovo tisuću prehrambenih proizvoda Vindija uspješno nastavlja put osvajanja međunarodnih tržišta: susjednih, odnosno regionalnih i prehrambenih tržišta zemalja EU i ostalih svjetskih tržišta.
Poslovni sustav Vindija među najvećim je hrvatskim prehrambenim industrijama, u grupi Vindija je 13 tvrtki, ima više od 4.000 radnika, a ukupni je prihod grupe 2012. godine iznosio 3 milijarde kuna.
Direktor Vindije od 1965. do 2021. godine, kao i većinski vlasnik bio je Dragutin Drk.

## Certifikati
- ISO 9001:2000
- HACCP
- Ostali certifikati:IFS, BRC, SSOP, HALAL[3]

## Znakovi kvalitete i izvornosti
- Hrvatska kvaliteta
- Izvorno hrvatsko[3]

## Vanjske poveznice
- Vindija web stranice